# Julian Havil
Julian R. Havil (* 11. September 1952) ist ein britischer Mathematiklehrer und Autor.
Havil promovierte in Mathematik an der Universität Oxford und war seit 1976 Mathematiklehrer (Master) am Winchester College, wo er 33 Jahre unterrichtete. Er ist durch verschiedene populärwissenschaftliche Mathematikbücher bekannt. In zwei Büchern (Nonplussed und Impossible) behandelt er paradoxe beziehungsweise dem gesunden Menschenverstand zuwiderlaufende Problemlösungen, die sich aber gleichwohl mathematisch streng begründen lassen (zum Beispiel das Banach-Tarski-Paradoxon und Benfords Gesetz in Impossible).

## Schriften
- Gamma – Eulers Konstante, Primzahlstrände und die Riemannsche Vermutung, Springer Verlag 2007, ISBN 3-540-48495-7  (englisches Original: Gamma – exploring Euler’s constant, Princeton University Press 2003, Vorwort Freeman Dyson), Review von James Case, SIAM, pdf
- Verblüfft?! – Mathematische Beweise unglaublicher Ideen, Springer Verlag 2009, ISBN 3-540-78235-4  (englisches Original: Nonplussed!: mathematical proof of implausible ideas, Princeton University Press 2007)
- Das gibts doch nicht – mathematische Rätsel, Spektrum Verlag 2009, ISBN 3-8274-2306-6, (englisches Original: Impossible?: Surprising solutions to counterintuitive conundrums, Princeton University Press 2008)
- The Irrationals, Princeton University Press, 2012, ISBN 978-0-691-14342-2
- John Napier: Life, Logarithms, and Legacy, Princeton University Press 2014
- Curves for the Mathematically Curious: An Anthology of the Unpredictable, Historical, Beautiful, and Romantic. Princeton University Press, 2019, ISBN 978-0-691-19778-4